# Кошены
Кошены (рум. Coşeni, Кошень) — село в Унгенском районе Молдавии. Наряду с сёлами Старые Негурены, Цыгира и Старые Зазулены входит в состав коммуны Старые Негурены.

## География
Село расположено на высоте 97 метров над уровнем моря.

## Население
По данным переписи населения 2004 года, в селе Кошень проживает 387 человек (198 мужчин, 189 женщин).
Этнический состав села:
| Национальность | Число жителей | Процентный состав |
| -------------- | ------------- | ----------------- |
| молдаване      | 366           | 94.57             |
| румыны         | 20            | 5.17              |
| украинцы       | 1             | 0.26              |
| Всего          | 387           | 100%              |